# バンダ海プレート

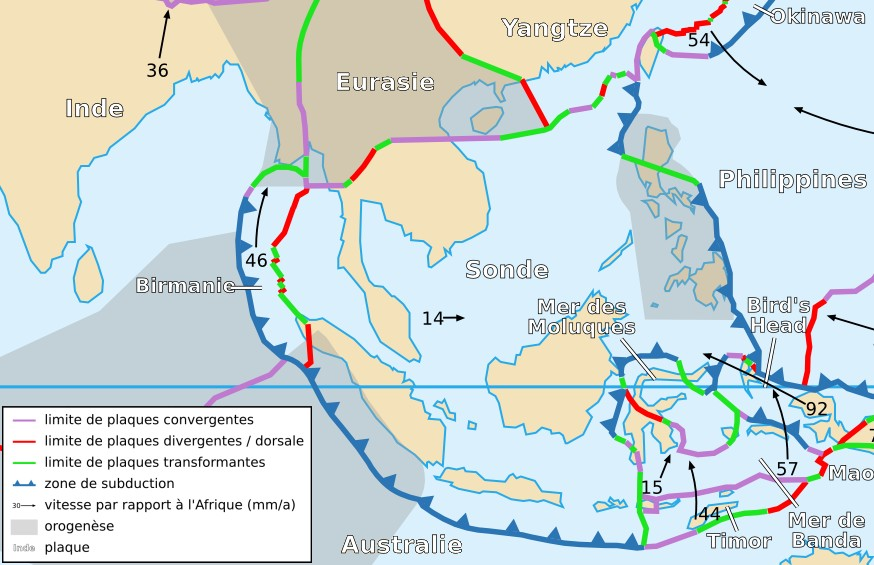
バンダ海プレート(Mer de Banda（仏語）の部分)

バンダ海プレート（Banda Sea Plate（英語）)は、東南アジアのバンダ海付近に存在するプレートである。スラウェシ島の一部、セラム島全域、バンダ諸島が含まれる。東の方角から時計回りに、西部ニューギニア島のバーズヘッドプレート、オーストラリアプレート、ティモールプレート、スンダプレート、モルッカ海衝突帯（モルッカ海プレート）と接している。
西側は収束型境界で、主に西スラウェシ島の山脈の形成に寄与したと考えられる。また、東側のセラム島および南側のティモールプレートとの境界上に沈み込み帯が存在している。
小規模な地溝もスラウェシの中央に存在し、地震活動も活発で、多くの火山や巨大地震も発生している。最も規模が大きかったものは、1938年のバンダ海地震で、マグニチュードは8.5であった。